# تيهومير بلاشكيتش
تيهومير بلاشكيتش (من مواليد 2 نوفمبر 1960) هو فريق متقاعد من مجلس الدفاع الكرواتي خدم خلال حرب البوسنة والهرسك والحرب الكرواتية البوسنية. وجهت إليه المحكمة الجنائية الدولية ليوغوسلافيا السابقة تهم بارتكاب جرائم حرب وفي عام 2000 حُكم عليه بالسجن 45 عام. في يوليو 2004 قررت المحكمة الجنائية الدولية ليوغوسلافيا السابقة عند الاستئناف أن مسئوليته القيادية عن معظم التهم لم تكن موجودة وأن عقوبته قد تم تخفيفها إلى السجن تسع سنوات. أطلق سراحه في الشهر التالي.

## النشأة
ولد تيهومير بلاشكيتش في 2 نوفمبر 1960 في قرية بريستوفسكو في بلدية كيسيلجاك في البوسنة والهرسك بيوغوسلافيا. كان ضابط عسكري محترف وتخرج من أكاديمية بلغراد العسكرية في عام 1983 وكان سابقا نقيب في جيش يوغوسلافيا الشعبي.
خلال الفترة المشار إليها في لائحة الاتهام كان برتبة عقيد في مجلس الدفاع الكرواتي وهو التشكيل العسكري الرسمي للجمهورية الكرواتية في البوسنة والهرسك. من 27 يونيو 1992 كان بلاشكيتش قائد للمقر الإقليمي للقوات المسلحة في وسط البوسنة والهرسك. بعد ذلك في أغسطس 1994 تمت ترقيته إلى رتبة فريق وتعيينه قائد لمجلس الدفاع الكرواتي التي كان مقرها في موستار. في نوفمبر 1995 تم تعيينه مفتش في المفتشية العامة لجيش جمهورية كرواتيا.

## حرب البوسنة والهرسك
بعد الاعتراف الدولي بالبوسنة والهرسك في 6 أبريل 1992 اندلع النزاع المسلح بين المجتمعات المختلفة. نتيجة لذلك في 8 أبريل 1992 أنشأ كروات البوسنة والهرسك مجلس الدفاع الكرواتي بدعم من الجيش الكرواتي. المناطق التي كانوا يسيطرون عليها كانت ضمن الجمهورية الكرواتية في البوسنة والهرسك. كان بلاشكيتش يقود قوات مجلس الدفاع الكرواتي في وادي لاشفا في وسط البوسنة والهرسك والتي كان يسكنها في الغالب المسلمون والكروات. بين مايو 1992 ويناير 1993 توترت العلاقات بين الطائفتين بشكل متزايد.
أعطت خطة السلام هذه تعريف للبوسنة والهرسك اللامركزية المنظمة في عشر مقاطعات كل منها يستفيد من حكم ذاتي كبير وكل منها تدار من قبل حكومة محلية منتخبة ديمقراطيا. بموجب هذه الخطة تم إلحاق وادي لاشفا في الجزء الأكبر منه بمقاطعة نُسبت فيها المسؤوليات الرئيسية إلى الكروات. أراد المسلمون أراضي كوتيان كإرضاء للأراضي التي فقدها الصرب. تم طرد الكروات من ترافنيك وبوغوينو وكاكاني وفارس وكونييتش وفوينيكا، إلخ.

## جرائم حرب
في عام 1996 وجهت المحكمة الجنائية الدولية ليوغوسلافيا السابقة لائحة اتهام إلى بلاشكيتش بارتكاب جرائم ارتكبتها قوات تحت قيادته ضد البوسنيين في وسط البوسنة والهرسك ولا سيما وادي لاشفا بما في ذلك الانتهاكات الجسيمة لاتفاقيات جنيف وانتهاكات قوانين أو أعراف الحرب والجرائم ضد الإنسانية.
ردا على ذلك عين فرانيو تودجمان بلاشكيتش المفتش العام للجيش الكرواتي. في وقت لاحق من العام أخبر رؤسائه العسكريون بلاشكيتش أن من واجبه الاستسلام طواعية وقد فعل ذلك على مضض وبدأت محاكمته في عام 1997.
في 3 مارس 2000 أصدرت المحكمة الابتدائية الأولى للمحكمة الجنائية الدولية ليوغوسلافيا السابقة حكمها الذي حكم على بلاشكيتش بالسجن 45 عام. اتهمت المحكمة الابتدائية الأولى بلاشكيتش بناء على مسؤوليته الشخصية الفردية (المادة 7 § 1 من النظام الأساسي للمحكمة الجنائية الدولية ليوغوسلافيا السابقة) وعلى مسؤوليته كرئيس هرمي (المادة 7 § 3 من النظام الأساسي للمحكمة الجنائية الدولية ليوغوسلافيا السابقة) بناء على التهم التالية:
- الانتهاكات الجسيمة لاتفاقيات جنيف لعام 1949 (المادة 2 من النظام الأساسي للمحكمة الجنائية الدولية ليوغوسلافيا السابقة: القتل العمد وعمدا التسبب في معاناة شديدة أو إصابة خطيرة بالجسد أو الصحة وتدمير واسع النطاق للممتلكات ومعاملة غير إنسانية وأخذ رهائن مدنيين).
- انتهاكات قوانين وأعراف الحرب (المادة 3 من النظام الأساسي للمحكمة الجنائية الدولية ليوغوسلافيا السابقة: التدمير لا تبرره الضرورة العسكرية والهجمات غير القانونية على المدنيين والهجمات غير القانونية على الممتلكات المدنية والقتل وإلحاق الأذى الجسدي الجسيم ونهب الممتلكات العامة أو الخاصة والتدمير أو الإضرار المتعمد بالمؤسسات المخصصة للدين أو التعليم والمعاملة القاسية وأخذ الرهائن.
- الجرائم ضد الإنسانية (المادة 5 من النظام الأساسي للمحكمة الجنائية الدولية ليوغوسلافيا السابقة: الاضطهاد لأسباب سياسية أو عرقية أو دينية والقتل والأفعال اللاإنسانية).

ظلت القضية قيد الاستئناف حتى يوليو 2004 عندما رفضت محكمة الاستئناف التابعة للمحكمة الجنائية الدولية ليوغوسلافيا السابقة 16 تهمة من أصل 19 تهمة في لائحة الاتهام الأولية ولا سيما الادعاء بأن بلاشكيتش كان مسؤول عن مذبحة أحميتشي وأن أحميتشي لم يكن هدف عسكري مشروع. لم يقم القرار بتقييم طبيعة الحرب الكرواتية المسلمة في البوسنة والهرسك في 1993-1994. قبلت ادعاء الدفاع بوجود «تسلسل قيادي مزدوج». وأكدت محكمة الاستئناف اتهامات أقل خطورة بما في ذلك المسؤولية عن المعاملة اللاإنسانية لأسرى الحرب. وخففت عقوبة سجن بلاشكيتش إلى تسع سنوات ويُزعم أنه بسبب حسن سلوكه وسجله السابق الواضح وسوء حالته الصحية والاستسلام الطوعي وأطفاله الصغار.
تقدم دفاعه بطلب لإطلاق سراحه مبكرا لأنه قضى ثماني سنوات وأربعة أشهر بالفعل وتمت الموافقة على الطلب في 29 يوليو 2004.
بعد عام واحد بالضبط قدمت المدعية العامة للمحكمة الجنائية الدولية ليوغوسلافيا السابقة كارلا ديل بونتي طلب لمحاكمة جديدة مستشهدة بأدلة جديدة. ورفضت محكمة الاستئناف هذا الالتماس في 23 نوفمبر 2006.